# إدريسي
تيرسيت نظام الرصد والنمذجة الجغرافية المكانية
تيرسيت (الادريسي سابقا) هو نظام برمجي جغرافي مكاني متكامل لرصد ونمذجة نظام الأرض (GIS) وبرنامج استشعار عن بعد والذي طورته مختبرات كلارك في جامعة كلارك لتحليل وعرض المعلومات الجغرافية المكانية الرقمية. تيرسيت هو نظام قائم على شبكة الكمبيوتر الشخصي يوفر أدوات للباحثين والعلماء المشاركين في تحليل ديناميات نظام الأرض لاتخاذ قرارات فعالة ومسؤولة للإدارة البيئية وتنمية الموارد المستدامة والتخصيص العادل للموارد.
كما يتضمن برنامج تيرسيت أدوات مساعدة لاستيراد وتصدير جميع تنسيقات الملفات والصور الرئيسية جنبا إلى جنب مع الوثائق الشاملة والبرامج التعليمية.
تشمل الميزات الرئيسية لتيرسيت ما يلي:
•أدوات تحليلية لنظام المعلومات الجغرافية للتحليل المكاني الأساسي والمتقدم، بما في ذلك أدوات التحليل السطحي والإحصائي، ودعم القرار، وتغير الأراضي والتنبؤ، وتحليل السلاسل الزمنية للصور ؛
•نظام معالجة الصور مع العديد من المصنفات الصلبة والناعمة، بما في ذلك مصنفات التعلم الآلي مثل الشبكات العصبية وتحليل شجرة التصنيف، بالإضافة إلى تجزئة الصور من أجل التصنيف ؛
•مصمم نماذج تغير الأراضي، مجموعة أدوات تخطيط الأراضي ودعم القرار التي تعالج تعقيدات تحليل تغير الأراضي والتنبؤ بتغير الأراضي.
•عارض الموئل والتنوع البيولوجي، بيئة نمذجة لتقييم الموائل ونمذجة التنوع البيولوجي.
•مصمم خدمات النظام البيئي، نظام دعم القرار المكاني لتقييم قيمة رأس المال الطبيعي.
•مصمم اتجاهات الأرض، مجموعة متكاملة من الأدوات لتحليل السلاسل الزمنية للصور (السلاسل الزمنية) لتقييم اتجاهات وتأثيرات المناخ.
•مصمم نماذج التكيف مع تغير المناخ، مرفق لنمذجة المناخ في المستقبل وتأثيراته.
•جيوسيريس-ريد، أداة تخطيط خفض الانبعاثات الناتجة عن ازالة الغابات وتدهورها على المستوى الوطني، لتقييم ازالة الغابات، وانبعاثات الكربون.
•جيومود، أداة نمذجة تغير الأراضي تعتمد على نمذجة التحولات أحادية الاتجاه بين فئتين من الغطاء الأرضي.

## التاريخ والخلفية
تم تطوير تيرسيت لأول مرة في عام 1987 من قبل البروفيسور ج. رونالد إيستمان  من جامعة كلارك، قسم الجغرافيا. يواصل الدكتور ايستمان كونه المطور الرئيسي وكبير المهندسين المعماريين للبرمجيات. تم تسمية البرنامج في البداية على اسم رسام الخرائط محمد الإدريسي (1100-1166). في يونيو 2020 ، أصدرت مختبرات كلارك برنامج تيرسييت 2020 للمراقبة الجيومكانية والنمذجة، الإصدار 19. إلى جانب بحثها الأساسي وتركيزها العلمي، تحظى تيرسيت بشعبية كأداة أكاديمية لتدريس النظريات الاساسية وراء نظم المعلومات الجغرافية في الكليات والجامعات .
منذ عام 1987 ، تم استخدام تيرسيت من قبل محترفين في مجموعة واسعة من الصناعات في أكثر من 180 دولة حول العالم. في المجموع، هناك أكثر من 300 أداة تحليلية توفر مجموعة أدوات موجهة اساسا إلى البيانات النقطية، لمعالجة مجموعة البيانات الجغرافية المكانية لاستكشاف عالمنا سريع التغير.
تتم إدارة وتحديث تيرسيت بواسطة مختبرات كلارك. مقرها داخل كلية الدراسات العليا للجغرافيا بجامعة كلارك، تشتهر مختبرات كلارك وأدواتها البرمجية بالتقدم في مجالات مثل دعم القرار، وإدارة عدم اليقين وتطوير المصنف وتحليل السلاسل الزمنية، والتغيير والنمذجة الديناميكية. تشترك مختبرات كلارك مع منظمات مثل مؤسسة جوردون و بيتي مور، و جوجل.اورج، وزارة الزراعة الأمريكية، والأمم المتحدة، و منظمة الحفاظ على الطبيعة، وامازون و جمعية حماية الحياة البرية.

## التطورات الرئيسية في برنامج تيرسيت 2020
الادريسي- الاستشعار عن بعد
•هو مصنف جديد يعتمد على كلا التصنيفين الناعم والصلب مدعوم. بالإضافة إلى ذلك يتم تقديم أداة آلية لوضع المعلمات-إجراء «بحث الشبكة» الذي يختبر القيم المتغيرة للمعلمات باستخدام التحقق المتبادل.
•تنفيذ خوارزمية الغابة العشوائية للتصنيف، بالإضافة إلى التصنيف الصعب يمكن أيضا إخراج صور تصنيف احتمالية ناعمة. يمكن أيضا حفظ نماذج واستخدامها لتصنيف الصور الجديدة. وبالتالي يمكن تدريب النماذج في مكان أو وقت واحد، ثم تطبيقها في مكان أو وقت مختلف طالما يتم استخدام نفس المتغيرات.
•التوافق - وحدة تقوم باخراج تعيينات الفئة الأكثر شيوعا من مجموعة من التصنيفات، ويفيد هذا في إنشاء تصنيف المجموعات.
•عينة فرعية- إجراء لاخذ عينات فرعية من بيانات التدريب، بما في ذلك إنشاء عينات متوازنة حيث يكون لكل فصل عينة متساوية الحجم.
•إجراء تنظيف ما بعد التصنيف- الذي يفرض وحدة تعيين دنيا محددة عن طريق ازالة الميزات (مجموعات متجاورة من وحدات البكسل) أصغر من الحد المحدد.
•تم تبسيط الرقمنة التي تظهر على الشاشة إلى حد كبير لتسهيل المشاريع التي تحتاج إلى تطوير عدد كبير من مواقع التدريب، كما يوفر خيار مراقبة مناطق مواقع التدريب. هذا مفيد بشكل خاص عند محاولة تحقيق عينات متوازنة للتعلم الآلي.
•تمت أيضا إضافة خيارات تحرير الصور إلى قائمة التنظيف اليدوي للتصنيف عن طريق الرقمنة المباشرة، أو فئة مقنعة.
•ملوحة التربة- وحدة تنشئ مؤشرات لملوحة التربة بناء على الانعكاس في النطاقات الزرقاء والخضراء والأحمر و الأشعة تحت الحمراء القريبة. في المجموع يتم دعم 10 مؤشرات.

## روابط خارجية
- الموقع الرسمي
- Clark Labs Tech Notes Blog
- REDD Blog
- Earth Trends Blog
- IDRISI Canada Home Page
- IDRISI Brazil Website
- IDRISI Ecuador